# Helmuth Pfeiffer

Helmuth Pfeiffer 2012

Helmuth Pfeiffer (* 24. Dezember 1933 in Weißtal, Krs. Obornik, Posen; † 15. Januar 2021 in Leipzig) war ein deutscher Hochschullehrer für Tierzucht, besonders auf dem Gebiet der Schweinezucht.

## Leben und Wirken
Helmuth Heinz Pfeiffer wurde als Sohn eines Landwirts geboren, besuchte von 1940 bis 1945 die Volksschule in Ballenstein (Krs. Obornik) und nach dem Ende des Zweiten Weltkrieges in Frehne (Ostprignitz, ab 1952 Kreis Pritzwalk) in Brandenburg. Nach landwirtschaftlicher Lehre (1948–1950), Gehilfenprüfung und der Unterstufe der Fachschule für Landwirtschaft in Wittstock/Dosse schloss er 1951 als Landwirt ab. Es folgten nach zwei Jahren Ausbildung an der Arbeiter- und Bauernfakultät in Potsdam die Abiturprüfung und danach (1953–1956) das Studium der Landwirtschaft an der Humboldt-Universität zu Berlin (u. a. bei Wilhelm Stahl) mit dem Abschluss als Diplomlandwirt.
Nun wechselte Pfeiffer an die Martin-Luther-Universität Halle-Wittenberg. Hier war er zunächst Ausbildungsleiter für zwei praktische Jahrgänge im Lehr- und Versuchsgut (LAV) Iden beim kombinierten Landwirtschaftsstudium und wurde danach (1958–1961) als wissenschaftlicher Aspirant in der Mastprüfanstalt in Radegast bei Köthen des dortigen LVG bzw. der Deutschen Akademie der Landwirtschaftswissenschaften (DAL) zu Berlin wirksam. 1961 promovierte er am Institut für Tierzucht zum Dr. agr. Es folgten die Tätigkeiten als wissenschaftlicher Assistent (1961–1962), wiss. Oberassistent (1963–1964) und wiss. Mitarbeiter. Nach der Habilitation für das Fach Tierzucht im Jahr 1967 wurde er Hochschuldozent in Halle. Wegen der infolge der Dritten Hochschulkonferenz der DDR erfolgten Spezialisierung musste Pfeiffer an die Karl-Marx-Universität Leipzig wechseln und war hier von 1969 bis 1973 Hochschuldozent und Leiter der Lehrgruppe Schweinezucht und -haltung an der Sektion Tierproduktion und Veterinärmedizin und danach ebenda bis 1990 ordentlicher Professor für Schweinezucht und -haltung und Leiter des Wissenschaftsbereichs Schweinezucht mit den weiteren Arbeitsgruppen „Qualität tierischer Produkte“ und „Künstliche Besamung und Biotechnik“.
Mit der Neubildung der Agrarwissenschaftlichen Fakultät in Leipzig (1990) blieb Pfeiffer noch bis 1992 an seiner Universität und arbeitete danach wegen der Abwicklung der landwirtschaftlichen Ausbildung in Leipzig bis 2001 als wissenschaftlicher Fachberater für Tierzucht und Tierhaltung in landwirtschaftlichen Betrieben und der Fleischindustrie und ab 2002 als Multiplikator für Qualitätssicherungssysteme in der Land- und Nahrungsgüterwirtschaft. Er starb nach kurzer, schwerer Krankheit infolge einer Corona-Infektion am 15. Januar 2021 in Leipzig. Seine Urne wurde am 8. Juli 2021 nach einer würdigen Trauerfeier unter Teilnahme der Familie und eines großen Kreises von ehemaligen Schülern, Freunden und Kollegen im Kolumbarium des Südfriedhof in Leipzig beigesetzt.

## Forschungsbereiche
- Nachkommensprüfung bei Schweinen in Stationen (1958 bis 1989)
  - Einfluss von Temperatur, relativer Luftfeuchtigkeit und Luftdruck auf die Mast- und Schlachteigenschaften verschiedener Rassen.
  - Quantitative und qualitative Schlachtkörperzusammensetzung unter verschiedenen Haltungsbedingungen
  - Vorbereitung der zeitabhängigen Nachkommenprüfung
  - Einführung der Erfassung und Auswertung von Merkmalen der Fleischqualität
  - Entwicklung des Lendenstärke-Speckquotienten (LSQ) zur Beurteilung des Fleischanteils von Schlachtschweinen (Übernahme durch Österreich)
- Eigenleistungsprüfung auf Ansatzleistung in Zuchtbetrieben (1960 bis 1989)
  - Einführung der Speckmessung in Sachsen-Anhalt
  - Wiss. Vorbereitung der Umstellung von der Kotelettflächen- auf Kotelettdickenmessung und Ermittlung des Muskel-Speckdicken-Verhältnisses
  - Aus- und Weiterbildung der US-Messtechniker der DDR im Auftrag der VVB Tierzucht (1969–1989)
- Eigenleistungsprüfung von Ebern in Zentralen Aufzuchtstationen (ab 1975)
  - Wiss. Vorbereitung der Prüfmethodik
  - Einführung stressreduzierter Haltung durch Umsetzung ganzer Würfe
- Leistungen im Wissenschaftsbereich Schweinezucht (1962 bis 1992)
  - Vorlesungen für etwa 5000 Direkt- und Fernstudenten der Landwirtschaft und über 7000 der Veterinärmedizin
  - Betreuung von etwa 50 Promotionen in Leipzig
  - Bedeutender Fachbuchautor
  - Veröffentlichung von 198 wiss. Beiträgen
- Leistungen ab 1993
  - Redaktion beim Sächsischen bzw. Mitteldeutschen Schweinezuchtverband
  - Organisation von Fachexkursionen
  - Beratung zum Zuchtprogramm in Sauenanlagen
  - Durchführung von Schlachtkörperschauen mit Beurteilung des Fleischgeschmacks bei Nachkommen von Duroc- bzw. Leicomaebern
  - Finanzielle Bewertung der einzelnen Schlachtkörperpartien

## Ehrenamt und Mitgliedschaften

### Akademische Selbstverwaltung
- 1977–1980 Stellvertreter des Sektionsdirektors für Forschung und Auslandsbeziehungen
- 1975–1989 Mitglied des Rates der Sektion Tierproduktion und Veterinärmedizin
- 1977–1992 Mitglied des Fakultätsrates Agrarwissenschaft

### Mitgliedschaften (Auswahl)
- 1971–1989 Mitglied des Zentralen Parteivorstandes der Demokratischen Bauernpartei Deutschlands,
- 1973–1989 Mitglied des wiss. Beirates für Agrarwissenschaften beim Ministerium für Hoch- und Fachschulwesen,
- 1983–1990 Vizepräsident der Agrarwissenschaftlichen Gesellschaft (awig),
- Seit 1991 aktives Mitglied des Lions Clubs Leipzig Tilia lipsiensis, darunter als Clubpräsident, Distrikt-Governor und Clubmaster,
- Seit 1992 Mitglied der Deutschen Landwirtschafts-Gesellschaft (DLG),
- Seit 1992 Mitglied der Deutschen Gesellschaft für Züchtungskunde (DGfZ).

## Veröffentlichungen (Auswahl)
- Die Beeinflussung der Mast- und Schlachtleistungen verschiedener Schweinerassen durch Temperatur, relative Luftfeuchtigkeit und Luftdruck. Diss. Landw. Fak. Univ. Halle, 1961, 117 Bl.
- Die quantitative und qualitative Schlachtkörperzusammensetzung sowie der Nährstoffansatz bei Schweinen unter verschiedenen Haltungsbedingungen. Habil.-Schr. Halle, 1967; In: Kühn-Archiv, Bd. 82, 1958, H. 1, S. 1–68;
- Produktion von Schweinen. In: Handbuch des Genossenschaftsbauern, Berlin, 1966, 1969, 1970,
- Neue Methode zur Ultraschall-Eigenleistungsprüfung am Zuchtschwein. In: Tierzucht, 24. Jg., 1970, H. 6, S. 230–235.
- Tierproduktion: Teil: Schweinezucht. – anerkanntes Hochschullehrbuch. Pfeiffer, Helmuth (federführend) u. Autorenkollektiv Berlin: VEB Dt. Landwirtschaft-Verlag, 1978, 1980, 1984 u. 1988.
- Wachstum und Schlachtkörperqualität bei landwirtschaftlichen Nutztieren – Schweine. Pfeiffer, Helmuth (Hrsg.), von Lengerken, Gerhard u. Gebhardt, Günter; Berlin: VEB Deutscher Landwirtschaftsverlag, 1984.
- Tierzucht in der DDR und in den neuen Bundesländern, Teil Schweinezucht, Sonderheft 1, Bonn, 2007, S. 339–447, 2. Aufl. 2008.

## Ehrungen
- 1973 Verleihung Dr. sc. agr. durch Wiss. Rat der KMU Leipzig.
- 1973 Verdienstmedaille der DDR.
- 1977 Humboldt-Medaille (Gold).
- 1983 Ehrennadel der Agrarwissenschaftlichen Gesellschaft (Gold).
- 1983 Vaterländischer Verdienstorden (Bronze).
- 1984 Banner der Arbeit (Stufe I).
- 1988 Ehrentitel Verdienter Züchter.
- 1989 Dr. agr. h. c. der Agrarwissenschaftlichen Pannonischen Universität Keszthely/Kaposvár (Ungarn).